# أوين أنساه
أوين أنساه (من مواليد 28 نوفمبر 2000) هو عداء ألماني وهو أول ألماني يركض  مسافة 100 متر في أقل من 10 ثوان. فاز بالألقاب الوطنية الألمانية في سباقات 100 وسباقات 200 متر. حصل على الميدالية البرونزية في بطولة أوروبا لألعاب القوى 2024 في سباق 4 × 100 متر تتابع رجال.